# Jelena Radionova
Jelena Igorevna (Lena) Radionova (Russisch: Елена Игоревна Радионова) (Moskou, 6 januari 1999) is een Russisch voormalig kunstschaatsster. Radionova is tweevoudig wereldkampioene bij de junioren (ze is tevens de eerste kunstschaatsster die tweemaal deze juniorenkampioenschappen wist te winnen) en won in 2015 de Russische nationale kampioenschappen bij de senioren.

## Biografie
Jelena Radionova werd op 6 januari 1999 geboren in de Russische hoofdstad Moskou. In een poging van haar klompvoet af te komen, werd de drie jaar en negen maanden oude Radionova op schaatsles gezet. Ze bleek al gauw talent te hebben en ging vanaf haar vierde jaar intensiever trainen. Bij haar eerste deelname aan de NK junioren in 2011 behaalde ze net niet het podium: ze werd vierde. De jaren erna was ze vaak wel succesvol. Ze won de NK junioren (2013), de Junior Grand Prix-finale (2013), de WK junioren (2013, 2014) en de NK bij de senioren (2015). Daarnaast werd ze tweede bij de EK's van 2015 en 2016, derde bij de WK 2015 en zesde op het WK 2016. In 2017 wist Radionova niet door te stoten naar nationale podium, waardoor ze niet mocht deelnemen aan de EK en de WK. Ook het jaar erop lukte dit niet: ze werd tiende bij de nationale kampioenschappen.
De jaren erna moest ze zich terugtrekken bij internationale wedstrijden door rugklachten. Ze maakte in september 2020 bekend haar sportieve carrière definitief te hebben beëindigd. Radionova heeft een relatie met voetballer Konstantin Koetsjajev.

## Belangrijke resultaten
| Kampioenschap            | 10/11 | 11/12 | 12/13  | 13/14 | 14/15         | 15/16         | 16/17         | 17/18         | 18/19         |
| ------------------------ | ----- | ----- | ------ | ----- | ------------- | ------------- | ------------- | ------------- | ------------- |
| Wereldkampioenschap      |       |       |        |       | Brons         | 6e            |               |               |               |
| Europees kampioenschap   |       |       |        |       | Zilver        | Zilver        |               |               |               |
| Grand Prix-finale        |       |       |        | 4e    | Zilver        | Brons         | 6e            |               |               |
| Nationaal kampioenschap  |       | 5e    | Zilver | Brons | Goud          | Zilver        | 5e            | 10e           | t.z.t.        |
| WK junioren              |       |       | Goud   | Goud  | geen deelname | geen deelname | geen deelname | geen deelname | geen deelname |
| Junior Grand Prix-finale |       |       | Goud   |       | geen deelname | geen deelname | geen deelname | geen deelname | geen deelname |
| NK junioren              | 4e    | Brons | Goud   |       | geen deelname | geen deelname | geen deelname | geen deelname | geen deelname |

t.z.t. = trok zich terug

## Persoonlijke records
Behaald tijdens ISU wedstrijden. 
|                     | punten | datum      | toernooi          |
| ------------------- | ------ | ---------- | ----------------- |
| Hoogste totaalscore | 211.32 | 21-11-2015 | GP Rostelecom Cup |
| Hoogste korte kür   | 071.79 | 20-11-2015 | GP Rostelecom Cup |
| Hoogste lange kür   | 139.53 | 21-11-2015 | GP Rostelecom Cup |